# كاثرين جلبرت مردوخ
كاثرين جيلبرت موردوك (بالإنجليزية: Catherine Gilbert Murdock) ولدت في تشارلستون بولاية ساوث كارولينا .كان والدها مهندسا كيميائيا و والدتها ممرضة.ترعرعت جنبا إلى جنب مع شقيقتها الوحيدة، الروائية إليزابيث جيلبرت ضمن عائلة صغيرة في مزرعة شجرة عيد الميلاد في ليتشفيلد (كونيتيكت). عاشت الأسرة في المنطقة مع عدم وجود جيران وكان لديهم جهاز تلفزيون قديم جدا. وبناء على ذلك، أصبحت شغوفة بالقراءة.
درست في كلية برين ماور وجامعة بنسلفانيا .صدر أول كتاب لها عام 2006 بعنوان ملكة الألبان (Dairy Queen) ، رواية الانتقادات اللاذعة للشباب. وكتبت تتمة لهذا الكتاب بعنوان (Dairy Queen the off season). الكتاب الثالث لمردوخ صدر في عام 2008 بعنوان الأمير بن . استمرت سلسلة كتاب ديري كوين بصدور جزء ثالث بعنوان (Dairy Queen the front and center)، والذي صدر في 19 أكتوبر 2009.
وهي تعيش الآن في ضواحي فيلادلفيا (بنسيلفانيا) مع زوجها وأطفالها.